# アンテ・ヴクシッチ
アンテ・ヴクシッチ（Ante Vukušić, 1991年6月4日 - ）は、クロアチア・シニ出身の同国代表サッカー選手。FCSB所属。ポジションはFW（センターフォワード）。

## クラブ歴
NKユナク・シニのユースチームでキャリアをスタートさせ、2007年からHNKハイドゥク・スプリトに所属。2009年の1月にプロ契約を結ぶと、4月22日のNKクロアチア・セスヴェテ戦でデビューを果たした。2008-09シーズン最終戦となるNKディナモ・ザグレブ戦でプロ初ゴールを挙げる。2009-10シーズンは22試合に出場し6ゴールを記録した。
2012年8月25日、セリエAに昇格したデルフィーノ・ペスカーラ1936へ約270万ユーロの移籍金で加入。当初はストライカーのファーストチョイスとして起用されたが次第にポジションを失いリーグ戦19試合出場1得点でシーズンを終え、クラブは1年でセリエBへ降格した。2013-14シーズン後半はFCローザンヌ＝スポールへ期限付き移籍。翌シーズンからはワースラント＝ベフェレンでプレーしたが、2015年3月27日に予定を早めイタリアへ戻った。同年10月にクラブとの契約を解除しスタディオ・アドリアティコを去った。
2016年1月29日、2. ブンデスリーガのSpVggグロイター・フュルトとシーズン終了までの契約を締結した。リーグ戦12試合出場1得点を記録し、シーズン終盤には2年間の契約延長オプションが行使された。2017年3月15日、クラブとの合意に基づき退団することが発表された。
同年6月5日、ロシア・プレミアリーグへの昇格を決めたFKトスノと2年契約を結ぶ。しかしこの際のメディカルチェックにより、ここ数年片方の肺が機能していなかったことが判明し手術を受けた。イタリア時代にも痛みを訴え約20日間で治まると再発するといったことがあったものの、当時は背中の問題であると診断されていた。これにより数か月の戦線離脱となり、リーグ戦における出場は果たせなかった。
2018年3月7日、Iリガ（ポーランド2部）のGKSオリンピャ・グルジョンツへ加入した。
2018年9月13日、プルヴァ・リーガのNKクルシュコとシーズン終了までの契約を締結。
2019年7月3日、NKオリンピヤ・リュブリャナへ移籍。2019-20シーズンに35試合出場26ゴールを記録し、プルヴァ・リーガ得点王となった。
2021年1月にスタディオン・ストジツェを去り、同月28日にFCSBへ加入した。

## 代表歴
クロアチア代表として各年代でプレーしている。2012年8月15日の国際親善試合・スイス戦で後半から投入されフル代表デビューとなった。

## タイトル
クラブ
ハイドゥク・スプリト
- フルヴァツキ・ノゴメトニ・クプ : 2009-10

個人
- プルヴァ・リーガ得点王 : 2019-20（26得点）